# هيدرازين
الهيدرازين مركب كيميائي مهم يستعمل في وقود المحركات النفاثة ومحركات الصواريخ. وتستخدم الصناعة أيضا هذا المركب لإنتاج مواد كيميائية للمنسوجات والزراعة، والمتفجرات، والمواد الخاصة بتظهير الصور الفوتوغرافية، وعوامل نفخ تستخدم في تصنيع المطاط الرغوي. وتستخدم مشتقات الهيدرازين في تنظيم نمو النبات مثل الحشائش التي توجد على جانبي طرق السيارات، إذ أن هذه المواد الكيميائية تمنع نمو الحشائس بطريقة سريعة بحيث لا تحتاج لعناية دائمة.
يوجد الهيدرازين في شكل سائل عديم اللون حاد الرائحة مسبب للتآكل. وهو عبارة عن قاعدة تحتوي على النيتروجين، ويعد عاملاً مختزلاً قويًا. يمتزج هذا المركب بسهولة مع الماء والكحول، ويغلي عند درجة 114°م، وصيغته الكيميائية H2NNH2. ويشتعل هذا المركب بسهولة في الهواء، ويُولِّد كمية كبيرة من الحرارة مكوناً غاز النيتروجين والماء. وتقوم المصانع بتحضيره بعدة طرق من هيدرات الهيدرازين ذي الصيغة الكيميائية H2NNH2.H2O.

## وصلات خارجية
- The Late Show with Rob! Tonight’s Special Guest: Hydrazine (PDF) — Robert Matunas
- Hydrazine - chemical product info: properties, production, applications.
- Hydrazine toxicity